# Здание универмага (Новосибирск)
Здание универмага (НовсибТПО, ЖУМ, Улица Ленина, 86) — здание, расположенное в Железнодорожном районе Новосибирска. Построено в 1927 году. Архитектор — И. А. Бурлаков. Памятник архитектуры регионального значения.

## История
Здание сооружено в 1927 году. В первоначальном проекте предполагалось, что оно будет построено в стиле рационалистического модерна, однако в процессе постройки его существенно упростили.
Здание возводилось специально для НовсибТПО (Транспортное потребительское общество), позднее здесь разместился Железнодорожный универмаг, а в 1990-х гг. — ресторан «У Кисы и Оси».
В начале 2000-х гг. памятник архитектуры был реконструирован.

## Описание
Двухэтажное здание расположено на углу улиц Челюскинцев и Ленина. Главный юго-западный фасад обращён к привокзальной площади имени Н. Г. Гарина-Михайловского. Форма плана близкая к Г-образной.
Главный композиционный элемент — квадратная угловая башня, встроенная в основной объём, её завершает четырёхскатный шатёр с металлическим шпилем.
В здании два входа, один из них расположен в основании башни (над ним находится угловой балкон), другой — со стороны юго-западного фасада, его подчёркивает выступающий объём лестничной клетки, который раньше имел эркер, над этим входом также расположен балкон.
Для наружных оштукатуренных стен был применён монолитный шлакобетон, пустотелые шлакобетонные блоки и кирпичи.
Перекрытия здания железобетонные. Крыша стропильная с металлической кровлей.
Серо-зелёные стены контрастируют с белыми декоративными элементами.

### Интерьер
В здании находится одна лестничная клетка.
На первом этаже имеются сохранившиеся кессонированные потолки, декорированные лепными иониками и штукатурными тягами.
Колонны украшают капители в стиле ионического ордера.

## Галерея

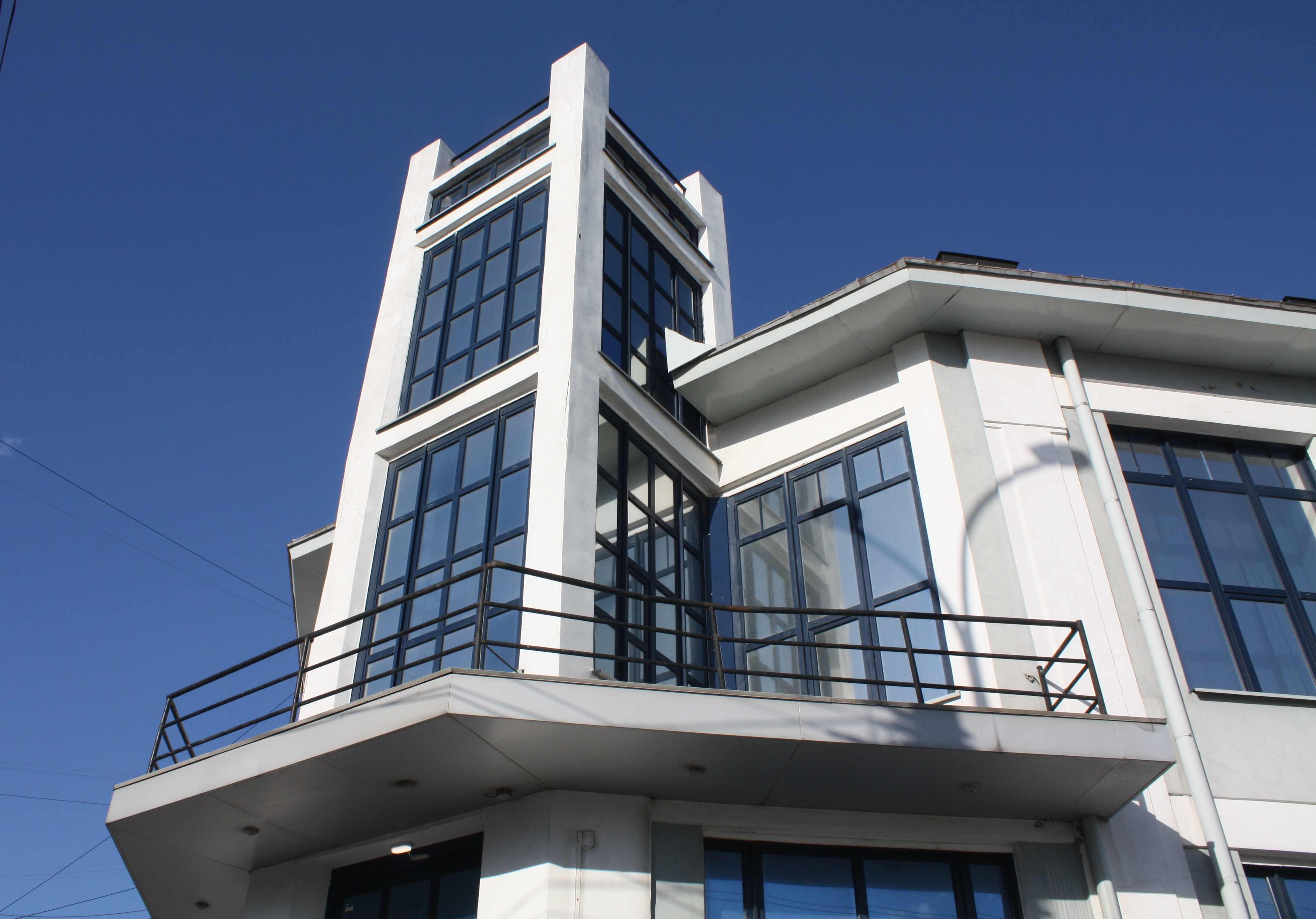
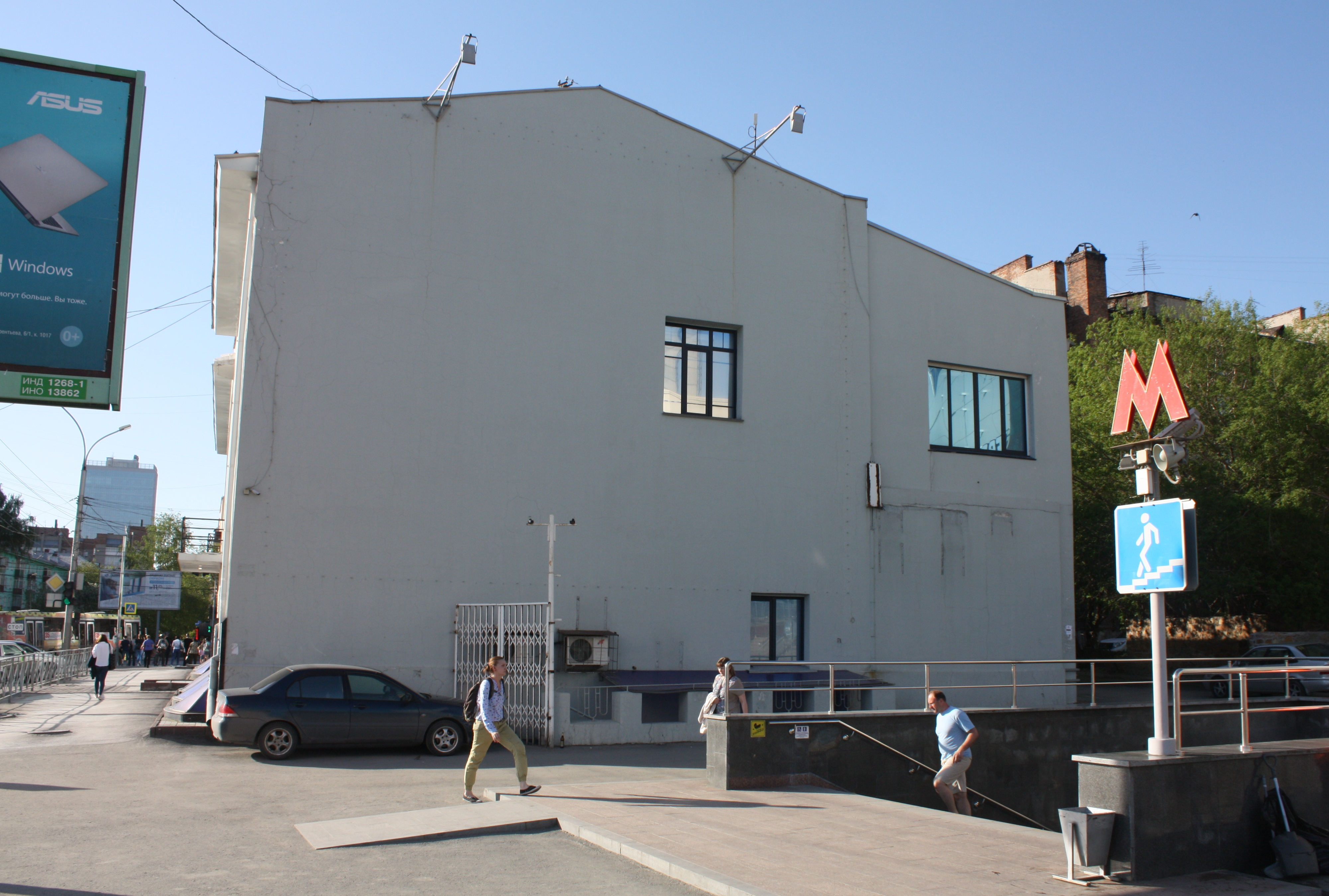
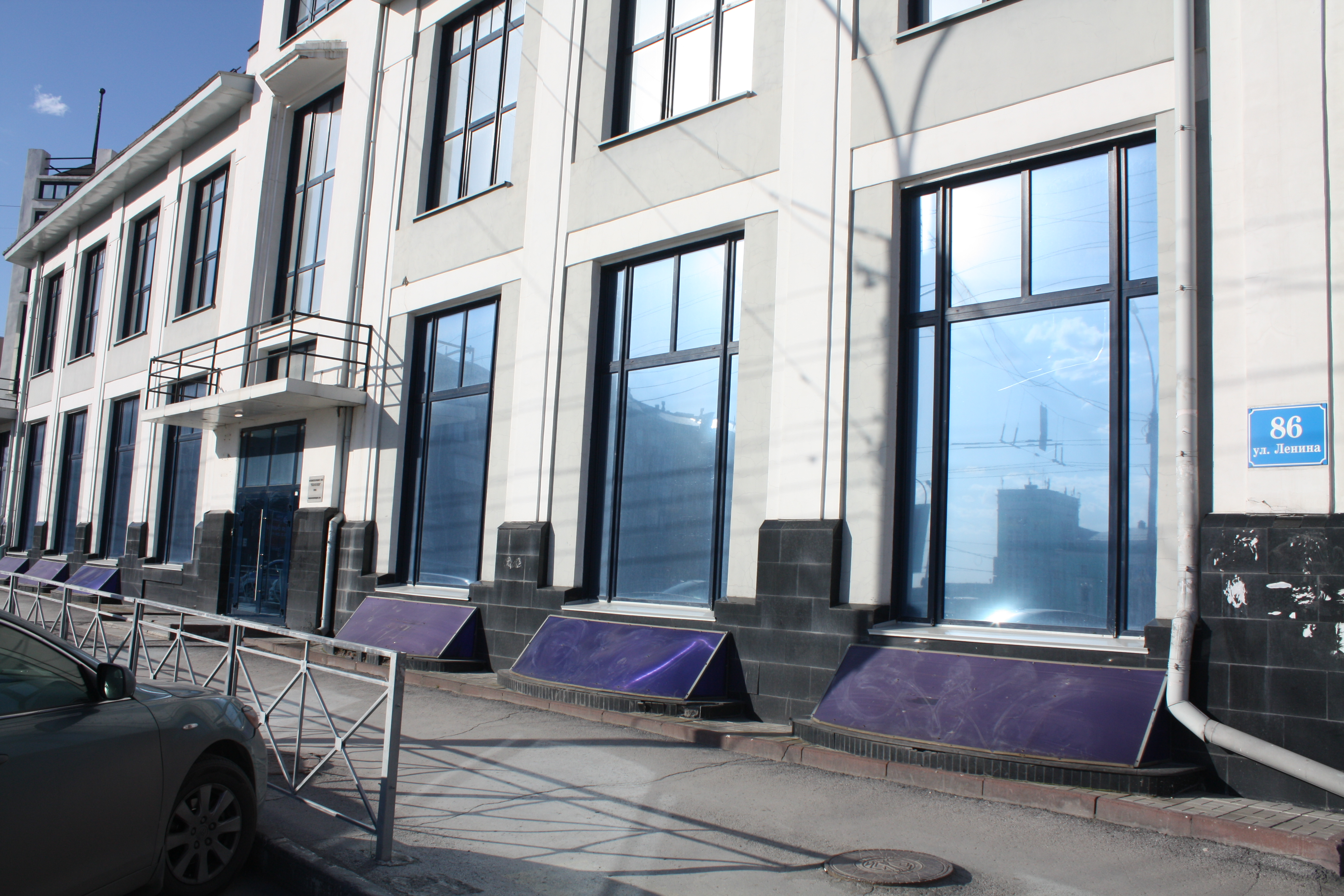